# Bazus
För andra betydelser, se Bazus (olika betydelser).
Bazus är en kommun i departementet Haute-Garonne i regionen Occitanien i södra Frankrike. Kommunen ligger i kantonen Montastruc-la-Conseillère som tillhör arrondissementet Toulouse. År 2022 hade Bazus 600 invånare.

## Befolkningsutveckling
Antalet invånare i kommunen Bazus
Referens:INSEE

## Monument

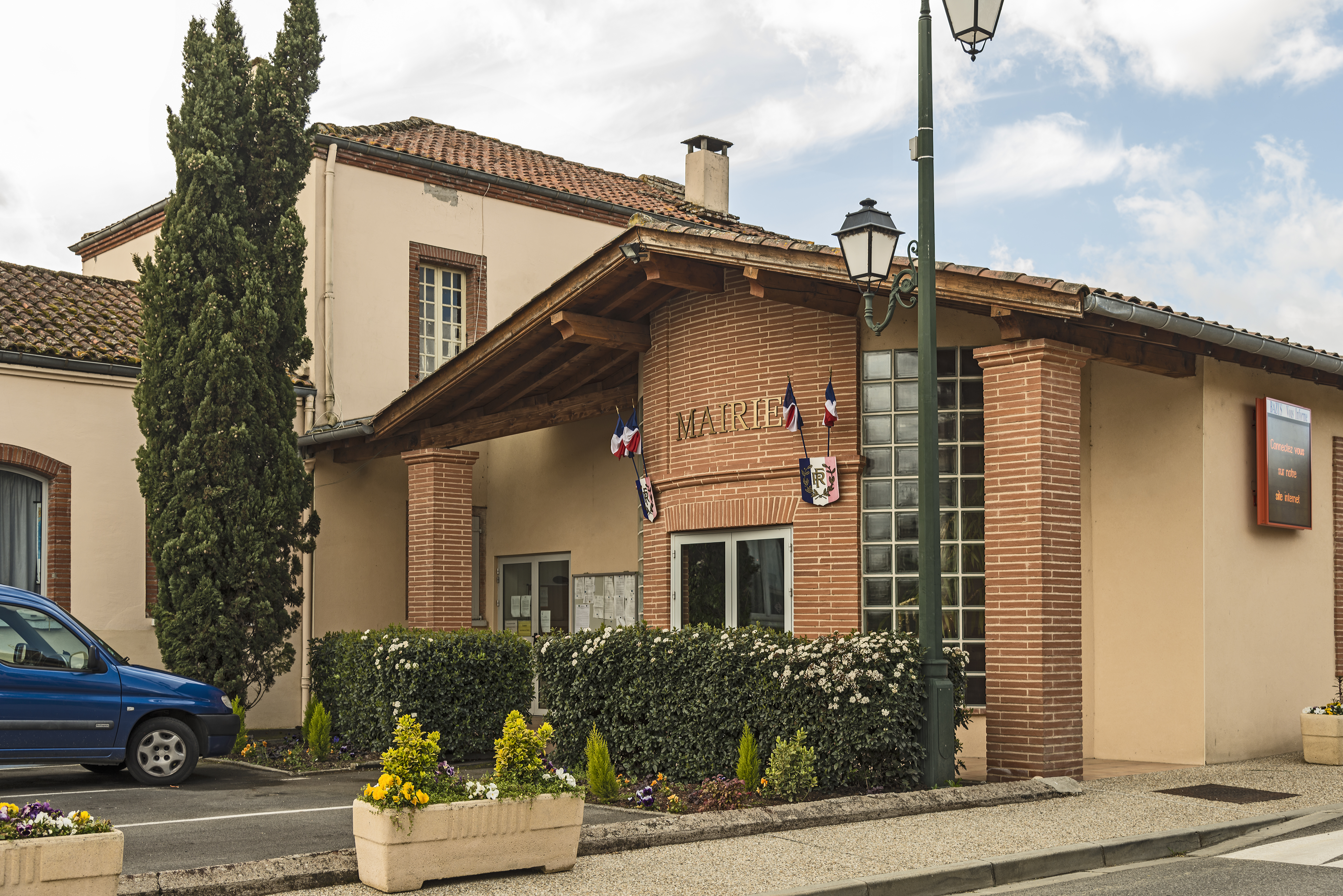
Stadshuset;
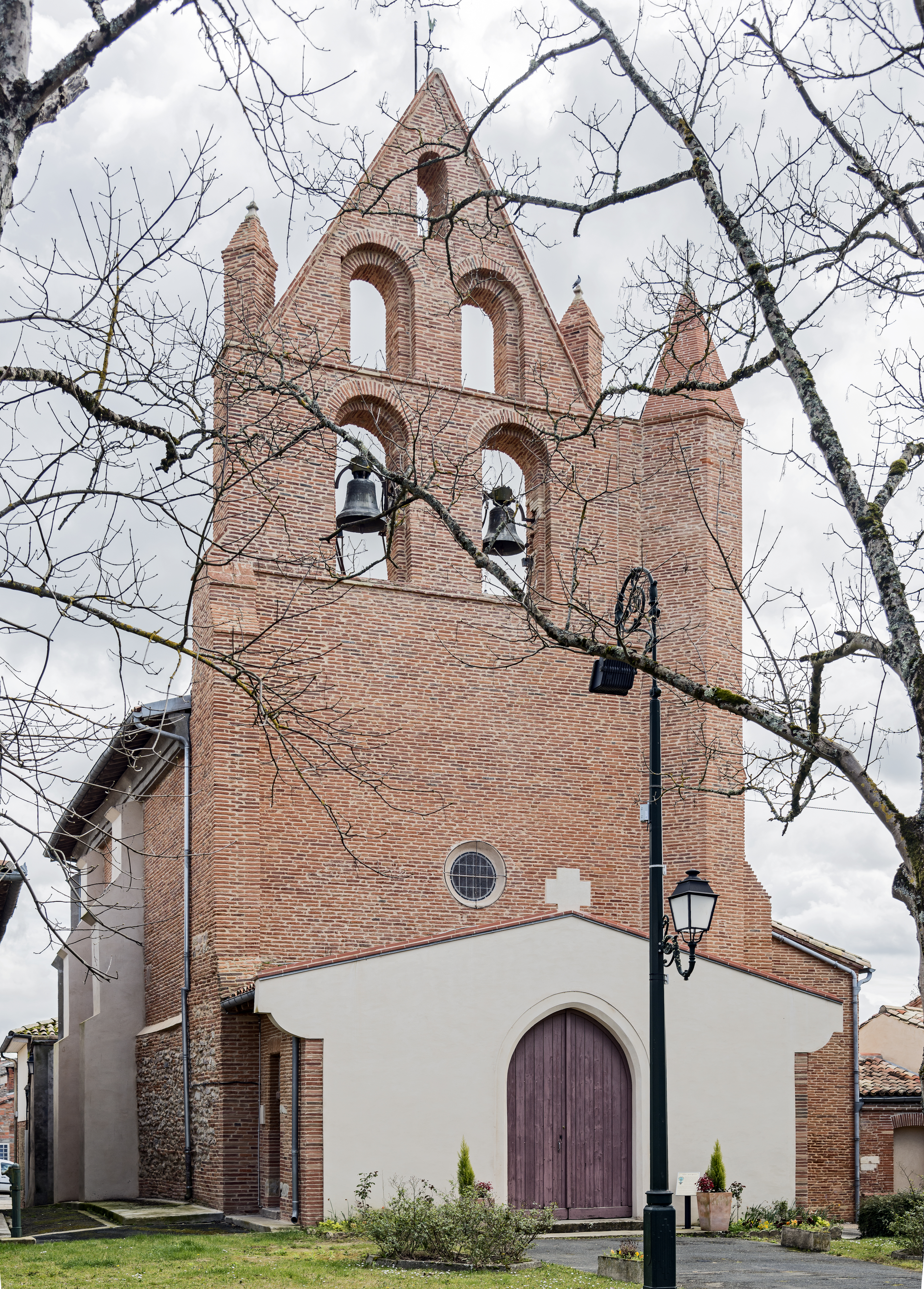
Kyrkan;
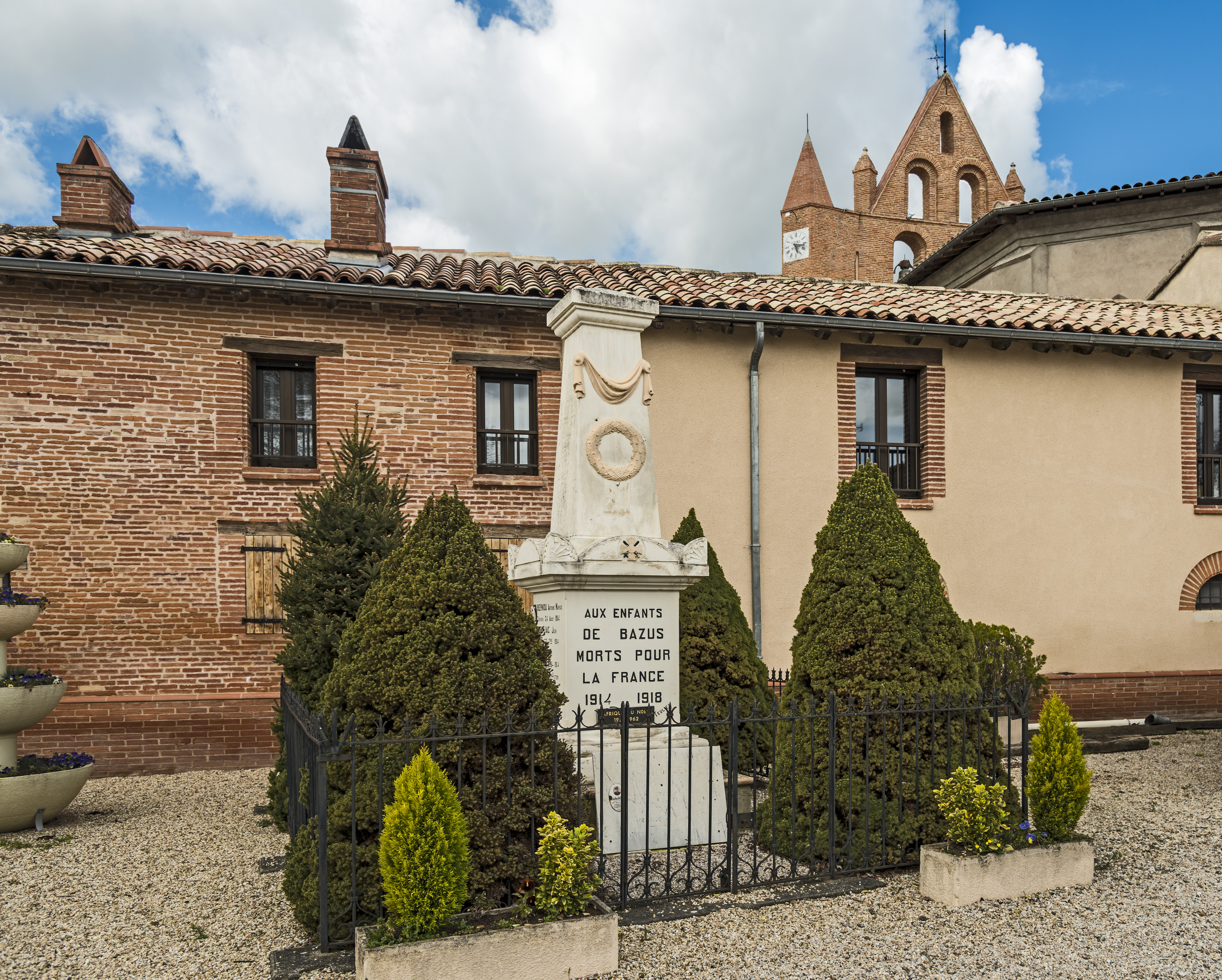
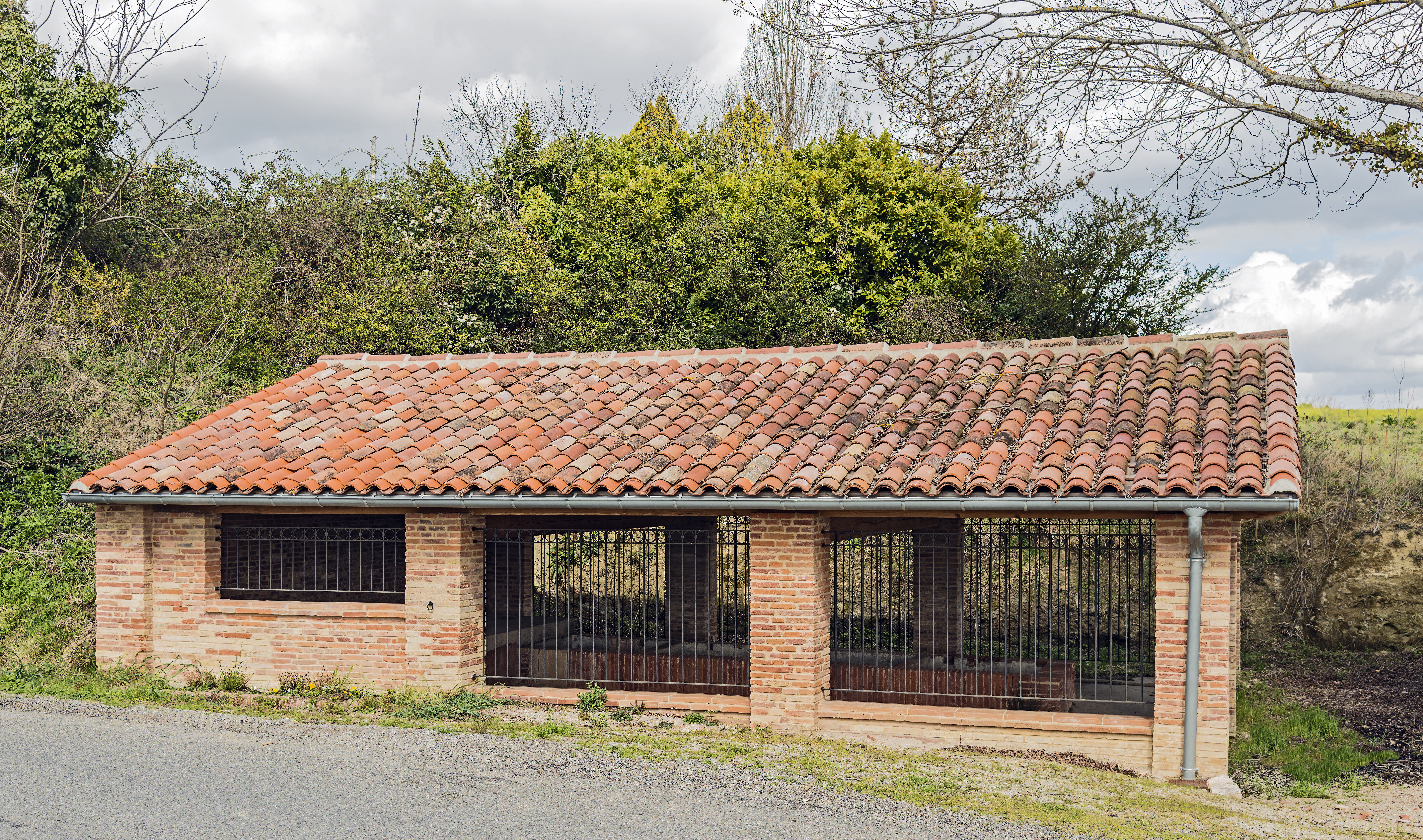
tvättstugan